# Покриття поверхні
Під покриття́м розуміється шар матеріалу, утворений природним або штучним шляхом на поверхні елемента, виконаного з іншого матеріалу.
Покриття найчастіше застосовуються з метою захисту металів від корозії. Досить широко також використовуються в техніці для підвищення зносостійкості, поверхневої твердості виробів і з метою відновлення робочих поверхонь, пошкоджених внаслідок зношування, корозії, ерозії, кавітації. Знаходять певне застосування з метою декорування (прикраси) виробів і виконують часто захисно-оздоблювальну функцію.